# Paya Rambong
Paya Rambong is een bestuurslaag in het regentschap Aceh Timur van de provincie Atjeh, Indonesië. Paya Rambong telt 161 inwoners (volkstelling 2010).